# HD132739
HD132739 — хімічно пекулярна зоря спектрального класу F0, що має видиму зоряну величину в смузі V приблизно  8,4.
Вона  розташована на відстані близько 704,4 світлових років від Сонця.